# Port lotniczy Ahwaz
Port lotniczy Ahwaz (IATA: AWZ, ICAO: OIAW) – port lotniczy położony w Ahwazie, w ostanie Chuzestan, w Iranie.